# Municipio de Durham (Arkansas)
El municipio de Durham (en inglés: Durham Township) es un municipio ubicado en el condado de Washington en el estado estadounidense de Arkansas. En el año 2010 tenía una población de 907 habitantes y una densidad poblacional de 13,15 personas por km².

## Geografía
El municipio de Durham se encuentra ubicado en las coordenadas 35°56′12″N 94°0′37″O / 35.93667, -94.01028. Según la Oficina del Censo de los Estados Unidos, el municipio tiene una superficie total de 68.96 km², de la cual 68,53 km² corresponden a tierra firme y (0,63 %) 0,43 km² es agua.

## Demografía
Según el censo de 2010, había 907 personas residiendo en el municipio de Durham. La densidad de población era de 13,15 hab./km². De los 907 habitantes, el municipio de Durham estaba compuesto por el 93,83 % blancos, el 0,33 % eran afroamericanos, el 0,44 % eran amerindios, el 0,11 % eran asiáticos, el 0,99 % eran de otras razas y el 4,3 % eran de una mezcla de razas. Del total de la población el 2,32 % eran hispanos o latinos de cualquier raza.